# Karl-Heinz Linnig
Karl-Heinz Linnig est un ancien pilote automobile allemand de courses de côte.

## Biographie
Ce pilote a conduit des voitures Porsche en compétitions de montagne durant les années 1980, sa première épreuve comtinentale ayant eu lieu à Ampus - Draguignan en 1980.
En 1971, il fonde une compagnie de fabrication industrielle de pièces électromécaniques impliquant des technologies d'entraînements mécaniques (freins, embrayages, systèmes de refroidissements, compresseurs, détecteurs thermiques...), initialement basée à Friedrichshafen, puis transférée à Markdorf en 1978 (près du lac de Constance). Elle emploie désormais plus de 150 personnes localement, et plus d'une cinquantaine à travers le monde.

## Palmarès

### Titres
- Champion d'Europe de la montagne de catégorie voitures de série, en 1981 sur Porsche 930 Turbo (Gr.3);

### Victoires en montagne (Groupe 3)
Saison 1980 (2):
- Cosenza
- Rieti

Saison 1981 (7):
- Ampus
- Alpl
- Montseny
- Serra da Estrela
- Potenza
- Macerata
- Šternberk

(et cinq fois 2e, à Dobratsch, Bolzano Mendola, Trento Bondone et Saint-Ursanne, ainsi que 3e au Mont-Dore)